# Christine Defraigne
Christine J.M.G.C. Defraigne (ur. 29 kwietnia 1962 w Liège) – belgijska i walońska polityk oraz prawniczka, działaczka Ruchu Reformatorskiego (MR), parlamentarzystka, w latach 2014–2018 przewodnicząca federalnego Senatu.

## Życiorys
Córka Jeana Defraigne. Ukończyła studia prawnicze na Université de Liège. Praktykowała następnie w zawodzie adwokata. W latach 1984–1987 była urzędniczką w gabinecie wicepremiera i ministra reform instytucjonalnych. Zaangażowała się w działalność polityczną w ramach walońskich liberałów. Od 1989 do 1994 pełniła funkcję radnej rodzinnej miejscowości, ponownie radną miejską Liège została w 2001. Od 1999 była wybierana do Parlamentu Walońskiego, w którym zasiadała do 2018. Była też członkinią parlamentu wspólnoty francuskiej. W latach 2003–2008 kierowała publicznym przedsiębiorstwem transportowym TEC Liège-Verviers. W 2003 po raz pierwszy zasiadła w Senacie jako delegatka parlamentu wspólnoty francuskiej.
Po zawiązaniu nowej koalicji rządowej i uzgodnieniu podziału funkcji parlamentarnych 14 października 2014 wybrana na przewodniczą wyższej izby belgijskiego parlamentu. Pełniła tę funkcję do grudnia 2018, obejmując następnie stanowisko pierwszej zastępczyni burmistrza Liège.
Odznaczona Orderem Leopolda IV klasy (2014).